# Antiamericanism

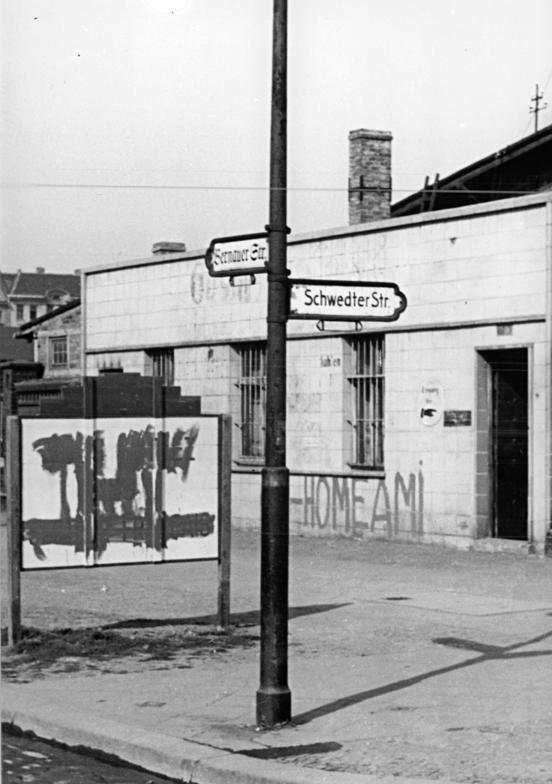
Sloganul Go home, Ami la Berlin (Berlinul de Est), în anul 1950.

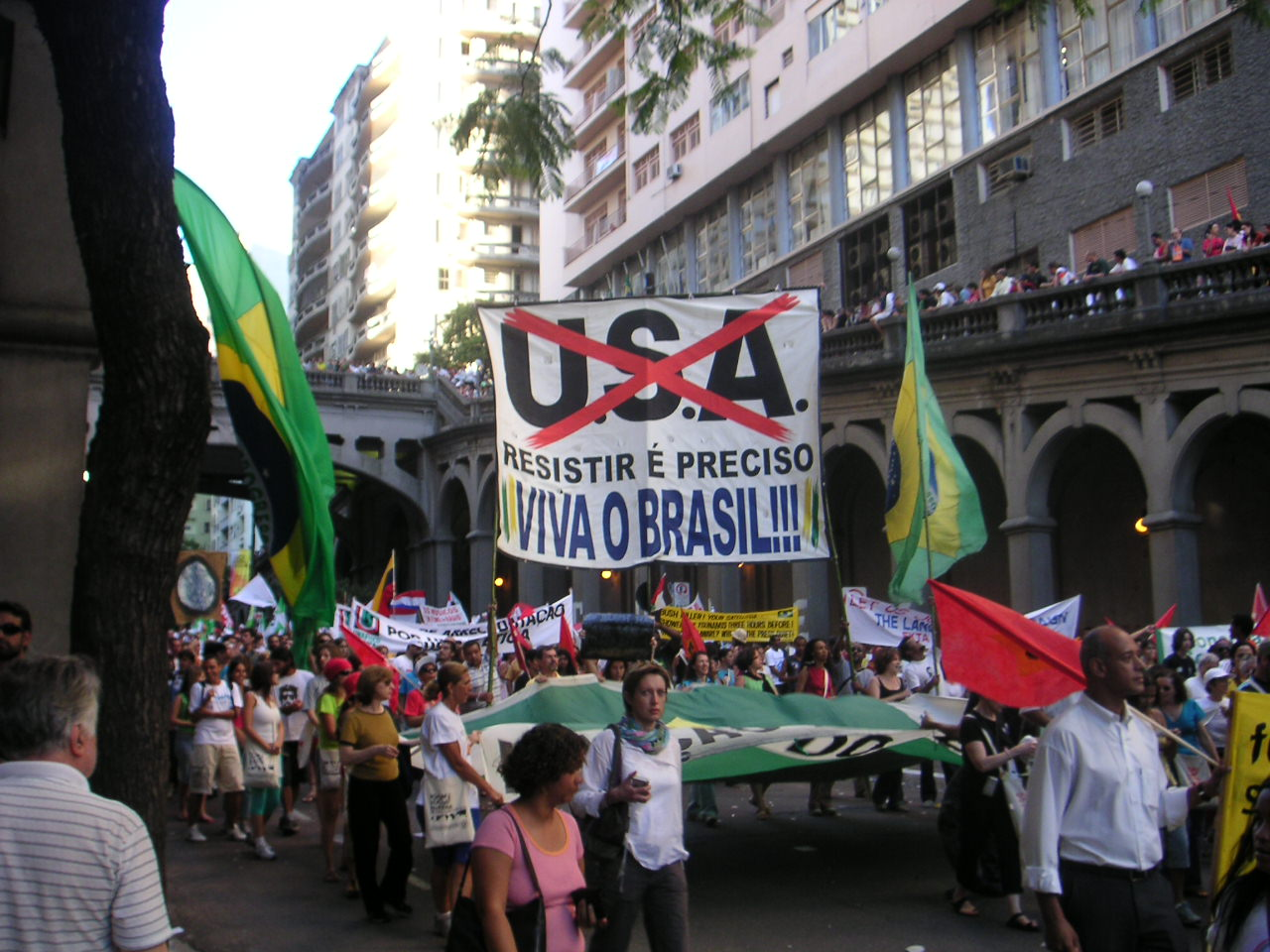
Demonstrație antiamericană în Brazilia

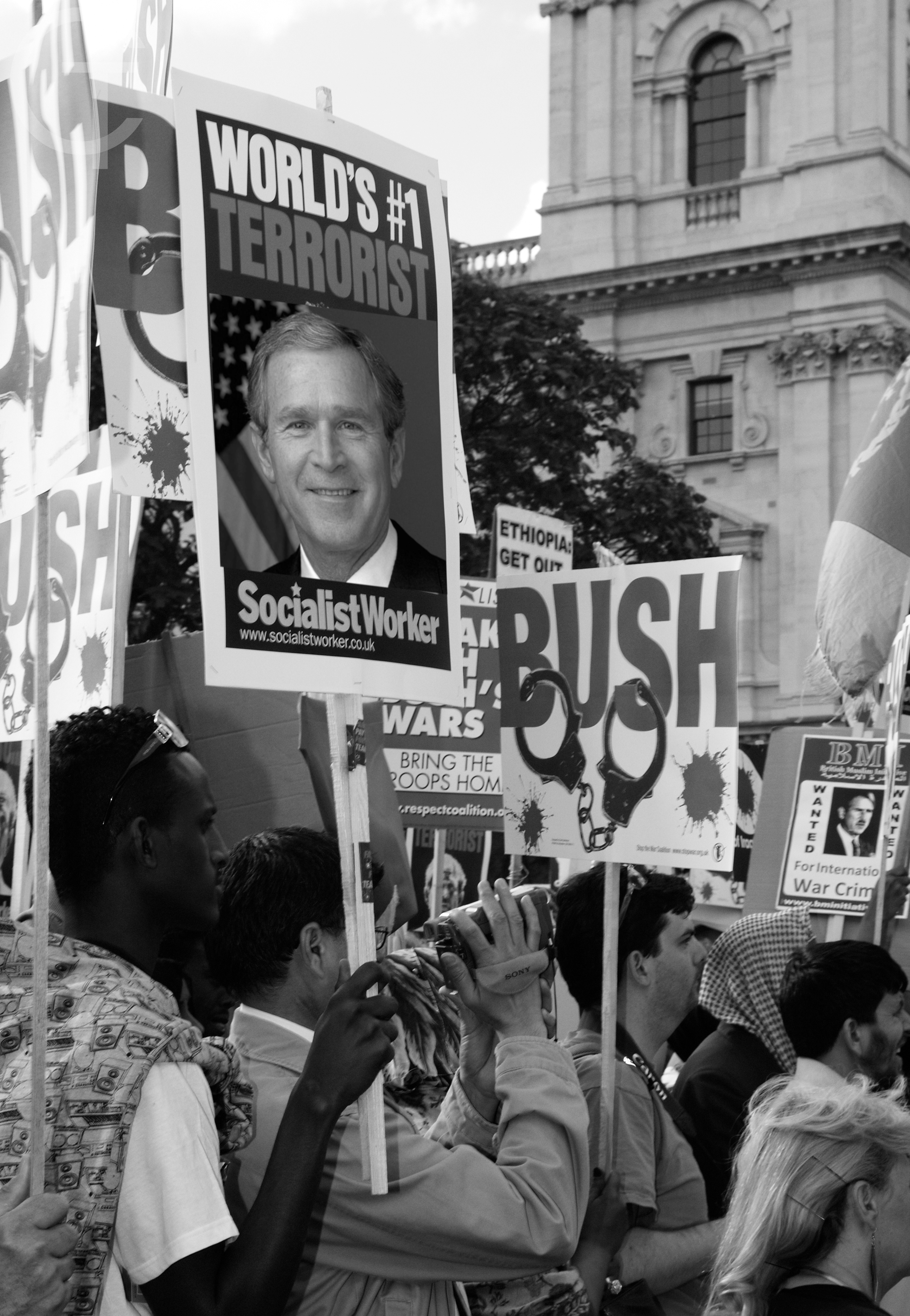
Demonstrație împotriva președintelui SUA, George W. Bush, la Londra.

Antiamericanismul sau americanofobia este atitudinea de respingere și defăimare a politicii și culturii Statelor Unite ale Americii. Teza principală a antiamericanismului se bazează pe identificarea SUA drept cauza răului mondial.
În DEX antiamericanismul este definit ca o „atitudine antiamericană”. Oxford Dictionary definește antiamericanismul ca fiind „ostilitatea față de interesele Statelor Unite ale Americii”.
Charles de Gaulle a formulat această ideologie pe larg în faimoasa sa frază: "Puteți fi sigur că americanii vor face toate prostiile pe care le pot gândi, plus câteva altele, lucru imposibil de imaginat". Cu toate acestea, la începutul secolului al XX-lea, Georges Clemenceau a spus: "America este singura țară care a trecut direct de la barbarism la dezintegrare, ocolind stadiul civilizației".

## Istoric
Consolidarea antiamericanismului datează din războiul din Vietnam.

## Relații internaționale
Raportul Consiliului Național de Informații al Statelor Unite "Global Trends 2025", elaborat în toamna anului 2008, arată că nemulțumirea față de politica americană din lume este atât de mare încât orice idee americană de pe agenda internațională este discreditată în prealabil - doar pentru că este americană.
După cum afirmă Valentin Asmus în 2015, cel mai mare rău din lume este în Statele Unite și în sateliții săi, dar "în cadrul societăților care protejează în mod legal America de suveranitatea lor, se poate forma un nucleu de opoziție spirituală față de americanism, ca în Rusia".
Antiamericanismul este în parte, un produs secundar, derivat al marelui succes al Statelor Unite ale Americi din punct de vedere economic, cultural si politic. În acest sens antiamericanismul este cealaltă fațetă a puternicei atracții exercitate de cultura Americii asupra altor culturi. Pe de o parte atracția culturală poate coexista cu o antipatie profundă ce provine din sfera relațiilor politice, dar pe de altă parte nu este un lucru obișnuit pentru anumite țări să-și regăsească propriul interes politic cu Statele Unite ale Americii, dar să mențină totuși o distanță culturală. Pe câmpul valorilor politice, influența americană sau chiar americanizarea s-a propagat în anii de după al doilea razboi mondial, când aceasta și-a manifestat puterea de lider în Germania si Japonia și nu numai, ca și actor principal în spatele  Națiunilor Unite. Constituțiile Germaniei si Japoniei reflectă inputurile din SUA din perioadă de ocupație, în timp ce Carta ONU are amprentele puternice ale constituționalismului american, mediat printr-o combinație a  idealismului Wilsonian și pragmatismul lui Franklin Roosevelt.

## Interpretări
| Țară intervievată               | Pozitiv | Negativ | Neutru | Diferență |
| ------------------------------- | ------- | ------- | ------ | --------- |
| Iran                            | 6%      | 85%     | 4      | -79       |
| Pakistan                        | 24%     | 43%     | 33     | -19       |
| China                           | 33%     | 61%     | 6      | -28       |
| Germania                        | 22%     | 40%     | 38     | -18       |
| Rusia                           | 7%      | 64%     | 29     | -57       |
| Indonezia                       | 27%     | 47%     | 26     | -20       |
| Canada                          | 34%     | 58%     | 8      | -24       |
| Mexic                           | 29%     | 59%     | 12     | -30       |
| Spania                          | 16%     | 67%     | 17     | -51       |
| Australia                       | 42%     | 52%     | 6      | -10       |
| Turcia                          | 20%     | 64%     | 16     | -44       |
| Franța                          | 37%     | 58%     | 5      | -21       |
| Regatul Unit                    | 33%     | 64%     | 3      | -31       |
| India                           | 40%     | 26%     | 34     | 14        |
| Brazilia                        | 42%     | 44%     | 14     | -2        |
| Peru                            | 40%     | 49%     | 11     | -9        |
| Nigeria                         | 68%     | 22%     | 10     | 46        |
| Kenya                           | 67%     | 21%     | 12     | 46        |
| Statele Unite                   | 71%     | 25%     | 4      | 46        |
| Grecia                          | 30%     | 38%     | 32     | -8        |
| Media globală (cu excepția SUA) | 34%     | 49%     | 1      | -15       |

Un sondaj efectuat în 2017 de BBC World Service din 19 țări, 4 țări au evaluat pozitiv influența Statelor Unite, în timp ce 14 au votat negativ și 1 a fost divizat.
Interpretările antiamericanismului au fost adesea polarizate. Antiamericanismul a fost descris de sociologul american Paul Hollander ca fiind "un impuls critic neobosit față de instituțiile, tradițiile și valorile sociale, economice și politice americane" 